# Smurfarna: Den försvunna byn
Smurfarna: Den försvunna byn är en amerikansk datoranimerad film från 2017, producerad av Sony Pictures Animation och animerad av Sony Pictures Imageworks. Den är baserad på den tecknade serien Smurfarna skapad av den belgiska serietecknaren Peyo; den är en reboot som är orelaterad till Sonys live-action/animerade filmserie. Den är skriven av Stacey Harman och Pamela Ribon, samt regisserad av Kelly Asbury.
I filmen gör Demi Lovato rösten till Smurfan, Mandy Patinkin till Gammelsmurfen, Jack McBrayer till Klumpsmurfen, Danny Pudi till Glasögonsmurfen, Joe Manganiello till Muskelsmurfen och Rainn Wilson till Gargamel. Filmen hade biopremiär den 31 mars 2017.

## Handling
Smurfan, Glasögonsmurfen, Klumpsmurfen och Muskelsmurfen hittar en mystisk karta, som leder dem till en försvunnen by, som bebos av andra smurfar. De måste passera genom den Förbjudna skogen, och hinna till byn innan Gargamel gör det.

## Rollista
| Roll            | Engelsk originalröst | Svensk röst       |
| --------------- | -------------------- | ----------------- |
| Smurfan         | Demi Lovato          | Molly Sandén      |
| Gargamel        | Rainn Wilson         | Michael Jansson   |
| Muskelsmurfen   | Joe Manganiello      | Fredrik Dolk      |
| Klumpsmurfen    | Jack McBrayer        | Figge Norling     |
| Glasögonsmurfen | Danny Pudi           | Anton Lundqvist   |
| Gammelsmurfen   | Mandy Patinkin       | Ludvig Josephson  |
| Smurfpilen      | Julia Roberts        | Hanna Hedlund     |
| Smurfstorm      | Michelle Rodríguez   | Anja Lundqvist    |
| Smurfblomster   | Ellie Kemper         | Cecilia Wrangel   |
| Smurfliljan     | Ariel Winter         | Amanda Jennefors  |
| Smurfmelodin    | Meghan Trainor       |                   |
| Bagarsmurfen    | Gordon Ramsay        | Göran Gillinger   |
| Buttersmurfen   | Jake Johnson         | Magnus Mark       |
| Kokettsmurfen   | Tituss Burgess       | Anders Öjebo      |
| Sprattsmurfen   | Gabriel Iglesias     | Christian Hedlund |
| Bondsmurfen     | Jeff Dunham          |                   |
| Snoksmurfen     | Kelly Asbury         | Christian Hedlund |

- Övriga röster – Anna Isbäck, Annika Herlitz, Daniel Sjöberg, Henrik Ståhl, Lovisa Blixt, Sanna Sundkvist, Thérese Andersson Lewis, Emanuel Andersson, Norea Sjöquist
- Röstregi – Daniel Sjöberg
- Översättning – Maria Rydberg
- Inspelningstekniker – Henrique Larsson
- Produktionsledare – Niclas Ekstedt
- Svensk version producerad av Dubberman Sverige[6]